# Bourbonne-les-Bains
Bourbonne-les-Bains és un municipi francès situat al departament de l'Alt Marne i a la regió del Gran Est. L'any 2007 tenia 2.279 habitants.

## Demografia

### Població
El 2007 la població de fet de Bourbonne-les-Bains era de 2.279 persones. Hi havia 1.061 famílies de les quals 473 eren unipersonals (185 homes vivint sols i 288 dones vivint soles), 333 parelles sense fills, 189 parelles amb fills i 66 famílies monoparentals amb fills.
La població ha evolucionat segons el següent gràfic:
Habitants censats

### Habitatges
El 2007 hi havia 2.388 habitatges, 1.105 eren l'habitatge principal de la família, 1.007 eren segones residències i 276 estaven desocupats. 1.122 eren cases i 1.249 eren apartaments. Dels 1.105 habitatges principals, 702 estaven ocupats pels seus propietaris, 369 estaven llogats i ocupats pels llogaters i 35 estaven cedits a títol gratuït; 25 tenien una cambra, 104 en tenien dues, 210 en tenien tres, 307 en tenien quatre i 460 en tenien cinc o més. 748 habitatges disposaven pel capbaix d'una plaça de pàrquing. A 623 habitatges hi havia un automòbil i a 273 n'hi havia dos o més.

### Piràmide de població
La piràmide de població per edats i sexe el 2009 era:
| Homes | Edats   | Dones |
| ----- | ------- | ----- |
| 0     | 95 o +  | 20    |
| 16    | 90 a 94 | 40    |
| 44    | 85 a 89 | 64    |
| 36    | 80 a 84 | 40    |
| 72    | 75 a 79 | 84    |
| 60    | 70 a 74 | 100   |
| 92    | 65 a 69 | 104   |
| 48    | 60 a 64 | 92    |
| 44    | 55 a 59 | 64    |
| 72    | 50 a 54 | 52    |
| 96    | 45 a 49 | 104   |
| 60    | 40 a 44 | 88    |
| 96    | 35 a 39 | 56    |
| 68    | 30 a 34 | 68    |
| 44    | 25 a 29 | 68    |
| 52    | 20 a 24 | 32    |
| 92    | 15 a 19 | 48    |
| 52    | 10 a 14 | 96    |
| 92    | 5 a 9   | 36    |
| 28    | 0 a 4   | 52    |

## Economia
El 2007 la població en edat de treballar era de 1.276 persones, 887 eren actives i 389 eren inactives. De les 887 persones actives 789 estaven ocupades (398 homes i 391 dones) i 97 estaven aturades (47 homes i 50 dones). De les 389 persones inactives 177 estaven jubilades, 74 estaven estudiant i 138 estaven classificades com a «altres inactius».

### Ingressos
El 2009 a Bourbonne-les-Bains hi havia 1.095 unitats fiscals que integraven 2.163 persones, la mediana anual d'ingressos fiscals per persona era de 16.479 €.

### Activitats econòmiques
Dels 231 establiments que hi havia el 2007, 1 era d'una empresa extractiva, 8 d'empreses alimentàries, 13 d'empreses de fabricació d'altres productes industrials, 14 d'empreses de construcció, 57 d'empreses de comerç i reparació d'automòbils, 5 d'empreses de transport, 28 d'empreses d'hostatgeria i restauració, 2 d'empreses d'informació i comunicació, 11 d'empreses financeres, 16 d'empreses immobiliàries, 18 d'empreses de serveis, 35 d'entitats de l'administració pública i 23 d'empreses classificades com a «altres activitats de serveis».
Dels 49 establiments de servei als particulars que hi havia el 2009, 1 era una oficina d'administració d'Hisenda pública, 1 gendarmeria, 1 oficina de correu, 4 oficines bancàries, 1 funerària, 3 tallers de reparació d'automòbils i de material agrícola, 2 tallers d'inspecció tècnica de vehicles, 2 autoescoles, 1 paleta, 4 guixaires pintors, 5 fusteries, 4 lampisteries, 7 perruqueries, 1 veterinari, 7 restaurants, 3 tintoreries i 2 salons de bellesa.
Dels 32 establiments comercials que hi havia el 2009, 3 eren supermercats, 1 un supermercat, 1 una gran superfície de material de bricolatge, 1 una botiga de més de 120 m², 4 fleques, 2 carnisseries, 2 llibreries, 6 botigues de roba, 2 sabateries, 2 botigues d'electrodomèstics, 2 botigues de mobles, 1 una botiga de mobles, 1 una botiga de material de revestiment de parets i terra i 4 floristeries.
L'any 2000 a Bourbonne-les-Bains hi havia 46 explotacions agrícoles que ocupaven un total de 2.944 hectàrees.

## Equipaments sanitaris i escolars
El 2009 hi havia 1 hospital de tractaments de curta durada, 1 hospital de tractaments de mitja durada (seguiment i rehabilitació), 1 un hospital de tractaments de llarga durada i 3 farmàcies.
El 2009 hi havia 1 escola maternal i 1 escola elemental. Bourbonne-les-Bains disposava d'un col·legi d'educació secundària amb 175 alumnes.

## Fills il·lustres
- Henri Delannoy (1833-1915), militar i matemàtic

## Poblacions més properes
El següent diagrama mostra les poblacions més properes.